# Teljesmunkaidő-egyenérték
Teljesmunkaidő-egyenérték (röviden: TME; angolul: full-time equivalent röviden: FTE, néhol whole time equivalent, röviden: WTE) különböző munkaidőtartamban és -beosztással dolgozó munkavállalók (illetve diákok) egymással összemérhető egyenérték-mutatója.

## Használat
Azon foglalkoztatottak számát, akik kevesebb ideig dolgoznak, mint egy teljes éven át, vagy nem teljes munkaidőben dolgoznak, megfelelően arányosítva kell számításba venni. A viszonyítás alapjaként kizárólag a munkanapokat kell figyelembe venni (tehát nem számolják a hétvégéket, szabadnapokat, ünnepnapokat stb.). Gyakran használják a mutatót dolgozók, illetve diákok projektrészvételének mérésére, illetve szervezeti költségcsökkentés nyomonkövetésére. FTE = 1 teljes munkaidős foglalkoztatást jelent, míg FTE = 0,5 a 4 órás munkaviszonyt.

## Példa
TME (teljesmunkaidő-egyenérték) = 220 munkanap/év; 5 munkanap/hét; 8 munkaóra/nap
1. aki 12 hónapban, heti 4 napban és napi 8 órában alkalmazott, az {\displaystyle {\frac {12}{12}}\times {\frac {4}{5}}\times {\frac {8}{8}}=0,8} emberévnek felel meg.
2. aki évi 110 napban és napi 4 órában alkalmazott, az {\displaystyle {\frac {110}{220}}\times {\frac {4}{8}}=0,25} emberévnek felel meg.[1]